# 349499 Dechirico
349499 Dechirico este o planetă minoră (asteroid) din centura de asteroizi. A fost descoperită pe 29 iulie 2008 la  de Vincenzo Silvano Casulli⁠(d) și a fost numită după Giorgio de Chirico. 
Obiectul prezintă o orbită caracterizată de o semiaxă mare de 2,2668592927569 UAi, o excentricitate de 0,15353416176964, o înclinație de 2,9657510378205 ° în raport cu ecliptica.